# Lista de animais da Fazenda Tamanduá
Fauna da Fazenda Tamanduá, no sertão de Santa Terezinha (Paraíba): 

## Anfíbios
| Artigo                    | Descrição          | Imagem |
| ------------------------- | ------------------ | ------ |
| Boana albomarginata       | espécie de anfíbio |        |
| Corythomantis greeningi   | espécie de anfíbio |        |
| Dendropsophus branneri    | espécie de anfíbio |        |
| Dendropsophus minutus     | espécie de anfíbio |        |
| Dendropsophus nanus       | espécie de anfíbio |        |
| Dermatonotus muelleri     | espécie de anfíbio |        |
| Hypsiboas crepitans       | espécie de anfíbio |        |
| Hypsiboas raniceps        | espécie de anfíbio |        |
| Leptodactylus fuscus      | espécie de anfíbio |        |
| Leptodactylus ocellatus   | espécie de anfíbio |        |
| Leptodactylus vastus      | espécie de anfíbio |        |
| Phyllomedusa nordestina   | espécie de anfíbio |        |
| Physalaemus albifrons     | espécie de anfíbio |        |
| Physalaemus cicada        | espécie de anfíbio |        |
| Physalaemus cuvieri       | espécie de anfíbio |        |
| Pipa carvalhoi            | espécie de anfíbio |        |
| Pleurodema diplolistris   | espécie de anfíbio |        |
| Proceratophrys cristiceps | espécie de anfíbio |        |
| Pseudopaludicola pocoto   | espécie de anfíbio |        |
| Rhinella granulosa        | espécie de anfíbio |        |
| Rhinella jimi             | espécie de anfíbio |        |
| Rã-cavadeira              | espécie de anfíbio |        |
| Scinax x-signatus         | espécie de anfíbio |        |

## Répteis
| Artigo                        | Descrição                                                                                             | Imagem |
| ----------------------------- | --- | ------ |
| Acratosaura mentalis          | espécie de lagarto endemica do Brasil                                                                 |        |
| Ameiva ameiva                 | Lagarto nativo das florestas sul-americanas                                                           |        |
| Ameivula ocellifera           | calango colorido com ocelos (pequenos círculos) ao lado do corpo                                      |        |
| Amphisbaena alba              | espécie de anfisbena (cobra de duas cabeças)                                                          |        |
| Amphisbaena vermicularis      | Automatic description is not available                                                                |        |
| Azulão-boia                   | tipo de cobra                                                                                         |        |
| Boiruna sertaneja             | serpente do sertão brasileiro                                                                         |        |
| Brasiliscincus heathi         | espécie de réptil                                                                                     |        |
| Cascavel-de-quatro-ventas     | espécie de cascavel                                                                                   |        |
| Clelia plumbea                | cobra encontrada no Brasil                                                                            |        |
| Epicrates assisi              | espécie de jiboia não-venenosa                                                                        |        |
| Epictia borapeliotes          | espécie de serpente encontrada no Brasil                                                              |        |
| Gymnodactylus darwinii        | lagarto da família Phyllodactylidae encontrado no Brasil                                              |        |
| Jararaca-da-seca              | espécie de jararaca encontrada na caatinga                                                            |        |
| Jiboia-constritora            | Automatic description is not available                                                                |        |
| Lagartixa-doméstica-tropical  | lagartixa de parede de origem africana encontrada comumente dentro das casas nas Américas e na África |        |
| Liophis poecilogyrus          | espécie de serpente não-peçonhenta                                                                    |        |
| Liophis viridis               | espécie de serpente                                                                                   |        |
| Lygodactylus klugei           | lagartixa nativa do nordeste brasileiro                                                               |        |
| Lygophis dilepis              | espécie de réptil encontrada no Brasil                                                                |        |
| Mesoclemmys tuberculata       | espécie de tartaruga encontrada no nordeste brasileiro                                                |        |
| Micrurus ibiboboca            | Coral verdadeira                                                                                      |        |
| Muçuã                         | pequena espécie sul-americana de cágado                                                               |        |
| Oxybelis aeneus               | espécie de serpente sulamericana                                                                      |        |
| Oxyrhopus trigeminus          | espécie de cobra do nordeste brasileiro                                                               |        |
| Philodryas nattereri          | serpente da família dos colubrídeos                                                                   |        |
| Phrynops geoffroanus          | espécie de réptil                                                                                     |        |
| Phyllopezus periosus          | réptil                                                                                                |        |
| Polychrus acutirostris        | espécie de lagarto semelhante ao camaleão, mas de outra família, encontrada na caatinga               |        |
| Pseudoboa nigra               | Automatic description is not available                                                                |        |
| Serpente-olho-de-gato-anelada | espécie of Leptodeira                                                                                 |        |
| Thamnodynastes                | Automatic description is not available                                                                |        |
| Tropidurus hispidus           | espécie de lagarto                                                                                    |        |
| Tropidurus semitaeniatus      | espécie de lagarto do genero Tropidurus                                                               |        |
| Tupinambis merianae           | Automatic description is not available                                                                |        |
| Vanzosaura rubricauda         | réptil do genero Vanzosaura                                                                           |        |
| iguana-verde                  | principal espécie de iguana                                                                           |        |

## Aves
| Artigo                              | Descrição                                                                  | Imagem |
| ----------------------------------- | -------------------------------------------------------------------------- | ------ |
| Acauã                               | especie de ave                                                             |        |
| Alma-de-gato                        | ave cuculiforme encontrada do México até a Argentina                       |        |
| Andorinha-doméstica-grande          | Espécie de andorinha                                                       |        |
| Anu-branco                          | Anú Branco                                                                 |        |
| Anu-coroca                          | espécie de anu com uma protuberancia no bico                               |        |
| Anu-preto                           | espécie de ave                                                             |        |
| Aracuã-de-barriga-branca            | Automatic description is not available                                     |        |
| Arapaçu-de-cerrado                  |                                                                            |        |
| Arapaçu-verde                       | espécie of Sittasomus                                                      |        |
| Asa-branca                          | espécie de ave                                                             |        |
| Avoante                             | Automatic description is not available                                     |        |
| Bacurau-de-asa-fina                 |                                                                            |        |
| Bacurau-pequeno                     | Automatic description is not available                                     |        |
| Bacurau-tesoura                     | espécie of Hydropsalis                                                     |        |
| Bacurauzinho                        | espécie de bacurau                                                         |        |
| Bagageiro                           | espécie de ave                                                             |        |
| Batuíra-de-esporão                  | Espécie de ave                                                             |        |
| Beija-Flor Tesoura                  | espécie of Eupetomena                                                      |        |
| Beija-flor-de-banda-branca          | Automatic description is not available                                     |        |
| Beija-flor-de-garganta-azul         | Automatic description is not available                                     |        |
| Besourinho-de-bico-vermelho         | Automatic description is not available                                     |        |
| Bico-chato-amarelo                  | Automatic description is not available                                     |        |
| Bico-de-agulha-de-rabo-vermelho     |                                                                            |        |
| Bico-roxo                           | espécie de marreca que ocorre do Texas até a Argentina                     |        |
| Bigodinho                           | espécie of Sporophila                                                      |        |
| Biguá                               | Automatic description is not available                                     |        |
| Cabeçudo                            | Automatic description is not available                                     |        |
| Caboclinho-frade                    | Automatic description is not available                                     |        |
| Caburé                              |                                                                            |        |
| Cambacica                           | espécie de ave                                                             |        |
| Caminheiro-zumbidor                 | ave da família Motacillidae                                                |        |
| Caneleiro-de-chapéu-preto           | Automatic description is not available                                     |        |
| Caneleiro-preto                     | Automatic description is not available                                     |        |
| Caneleiro-verde                     | Automatic description is not available                                     |        |
| Carará                              | espécie de ave                                                             |        |
| Carcará                             | espécie de ave                                                             |        |
| Cardeal-do-nordeste                 | ave de cabeça vermelha muito comum na região nordeste do Brasil            |        |
| Cariama cristata                    | Automatic description is not available                                     |        |
| Carão                               | espécie de pássaro                                                         |        |
| Casaca-de-couro-amarelo             | Automatic description is not available                                     |        |
| Casaca-de-couro-da-lama             | Automatic description is not available                                     |        |
| Certhiaxis cinnamomeus              | Espécie de pássaro                                                         |        |
| Chorozinho-de-chapéu-preto          |                                                                            |        |
| Chupim                              | Automatic description is not available                                     |        |
| Codorna-do-campo                    |                                                                            |        |
| Coleirinho                          | Coleiro                                                                    |        |
| Compsothraupis loricata             | Automatic description is not available                                     |        |
| Corrupião                           |                                                                            |        |
| Coruja-buraqueira                   | espécie de ave                                                             |        |
| Coryphospingus pileatus             | Automatic description is not available                                     |        |
| Coró-coró                           | Automatic description is not available                                     |        |
| Curiango-comum                      | espécie de ave                                                             |        |
| Cyanocompsa brissonii               | Automatic description is not available                                     |        |
| Cyclarhis gujanensis                |                                                                            |        |
| Falcão-americano                    | espécie of Falcão                                                          |        |
| Falcão-de-coleira                   |                                                                            |        |
| Falcão-peregrino                    | Ave de rapina de distribuição mundial                                      |        |
| Figuinha-de-rabo-castanho           | Automatic description is not available                                     |        |
| Fim-fim                             |                                                                            |        |
| Fogo-apagou                         | espécie de ave                                                             |        |
| Formigueiro-de-barriga-preta        | espécie of Formicivora                                                     |        |
| Formigueiro-pintalgado              |                                                                            |        |
| Forpus xanthopterygius              | Automatic description is not available                                     |        |
| Garibaldi                           |                                                                            |        |
| Garça-branca-grande                 | Ave                                                                        |        |
| Garça-branca-pequena                | espécie of Egretta                                                         |        |
| Garça-moura                         | espécie de ave                                                             |        |
| Gaturamo-verdadeiro                 | Automatic description is not available                                     |        |
| Gavião-caboclo                      |                                                                            |        |
| Gavião-carijó                       |                                                                            |        |
| Gavião-carrapateiro                 | Automatic description is not available                                     |        |
| Gavião-de-cauda-curta               |                                                                            |        |
| Gavião-de-rabo-branco               | Automatic description is not available                                     |        |
| Gavião-pernilongo                   | espécie de ave                                                             |        |
| Gavião-preto                        | espécie de ave                                                             |        |
| Gaviãozinho                         | Automatic description is not available                                     |        |
| Gnorimopsar chopi                   | espécie de ave                                                             |        |
| Gralha-cancã                        | espécie de ave                                                             |        |
| Guaracava-de-crista-alaranjada      | espécie of Myiopagis                                                       |        |
| Guaracava-de-topete-uniforme        | Automatic description is not available                                     |        |
| Guaracava-grande                    |                                                                            |        |
| Gyalophylax hellmayri               | Automatic description is not available                                     |        |
| Himantopus mexicanus                |                                                                            |        |
| Inhambu-chororó                     | Automatic description is not available                                     |        |
| Inhambu-xintã                       | Automatic description is not available                                     |        |
| Irerê                               |                                                                            |        |
| Irré                                | Automatic description is not available                                     |        |
| Jaçanã                              | Automatic description is not available                                     |        |
| João-de-cabeça-cinza                |                                                                            |        |
| Lavadeira-de-cabeça-branca          |                                                                            |        |
| Lavadeira-de-cara-branca            |                                                                            |        |
| Lavadeira-mascarada                 |                                                                            |        |
| Leptotila verreauxi                 | Automatic description is not available                                     |        |
| Maria-cavaleira                     |                                                                            |        |
| Marreca-cabocla                     |                                                                            |        |
| Marreca-caneleira                   | espécie de marreca presente da América do Norte à Ásia                     |        |
| Marreca-pé-vermelho                 | marreca pé vermelho                                                        |        |
| Martim-pescador-grande              | espécie de ave                                                             |        |
| Martim-pescador-pequeno             | espécie de ave                                                             |        |
| Martim-pescador-verde               | espécie de ave                                                             |        |
| Maçarico-maculado                   |                                                                            |        |
| Maçarico-solitário                  |                                                                            |        |
| Megascops choliba                   |                                                                            |        |
| Mergulhão-caçador                   |                                                                            |        |
| Myiodynastes maculatus              |                                                                            |        |
| Neinei                              | ave da família Tyrannidae                                                  |        |
| Netta erythrophthalma               |                                                                            |        |
| Nothura boraquira                   |                                                                            |        |
| Papa-capim-capuchinho               | Espécie de ave                                                             |        |
| Papa-lagarta-acanelado              | espécie of Papa-lagarta                                                    |        |
| Pardal-doméstico                    | espécie de ave                                                             |        |
| Peitica                             |                                                                            |        |
| Pica-pau-carijó                     |                                                                            |        |
| Pica-pau-de-topete-vermelho         | pica-pau da família Picidae                                                |        |
| Picumnus pygmaeus                   | pequeno pica-pau do Brasil                                                 |        |
| Piolhinho                           | ave tiranídea do Brasil                                                    |        |
| Quero-quero                         | ave encontrada em gramados e beiras de lagos pela América do Sul e Central |        |
| Risadinha                           | Automatic description is not available                                     |        |
| Rolinha-de-asa-canela               | espécie de rolinha                                                         |        |
| Rolinha-picui                       | espécie de ave                                                             |        |
| Rolinha-roxa                        | espécie de rolinha muito comum nas cidades                                 |        |
| Rostrhamus                          | genero de aves                                                             |        |
| Sabiá-do-barranco                   | Automatic description is not available                                     |        |
| Sabiá-do-campo                      |                                                                            |        |
| Sabiá-laranjeira                    | ave comumente encontrada na América do Sul                                 |        |
| Saci                                | Espécie de ave                                                             |        |
| Sanhaço-cinzento                    | Automatic description is not available                                     |        |
| Sanhaço-do-coqueiro                 | Espécie de ave                                                             |        |
| Saracura-três-potes                 | espécie de saracura encontrada na América Latina                           |        |
| Savacu                              | espécie de ave                                                             |        |
| Saíra-de-chapéu-preto               |                                                                            |        |
| Sebinho-de-olho-de-ouro             | Automatic description is not available                                     |        |
| Socozinho                           |                                                                            |        |
| Socó-boi                            |                                                                            |        |
| Sovi                                | Automatic description is not available                                     |        |
| Sporophila albogularis              | Automatic description is not available                                     |        |
| Sporophila leucoptera               | um pássaro da Amazônia                                                     |        |
| Sturnella superciliaris             | Automatic description is not available                                     |        |
| Sublegatus modestus                 | Automatic description is not available                                     |        |
| Suiriri-cavaleiro                   |                                                                            |        |
| Tachybaptus dominicus               | Automatic description is not available                                     |        |
| Taraba major                        |                                                                            |        |
| Tesourinha                          | Automatic description is not available                                     |        |
| Thamnophilus capistratus            | Automatic description is not available                                     |        |
| Tico-tico                           | espécie de ave                                                             |        |
| Tico-tico-do-campo                  |                                                                            |        |
| Tiziu                               | espécie of Volatinia                                                       |        |
| Troglodytes musculus                | espécie de ave                                                             |        |
| Tyto furcata                        |                                                                            |        |
| Urubu-de-cabeça-amarela             | espécie de ave                                                             |        |
| Urubu-de-cabeça-preta               | espécie de ave                                                             |        |
| Urubu-rei                           |                                                                            |        |
| Urutau-comum                        | Automatic description is not available                                     |        |
| Veniliornis passerinus              |                                                                            |        |
| Xenopsaris albinucha                |                                                                            |        |
| andorinha-do-campo                  |                                                                            |        |
| andorinha-do-rio                    | Automatic description is not available                                     |        |
| asa-de-telha-pálido                 | espécie de ave                                                             |        |
| bacurauzinho-da-caatinga            |                                                                            |        |
| balança-rabo-de-chapéu-preto        |                                                                            |        |
| barulhento                          | Automatic description is not available                                     |        |
| bentevizinho-de-penacho-vermelho    |                                                                            |        |
| bico-reto-de-banda-branca           |                                                                            |        |
| caneleiro-enxofre                   | Automatic description is not available                                     |        |
| canário-da-terra-verdadeiro         | espécie de pássaro                                                         |        |
| choca-de-asa-vermelha               | Automatic description is not available                                     |        |
| choca-listrada                      | ave sul-americana                                                          |        |
| encontro                            | espécie de ave                                                             |        |
| eremita-de-cauda-larga              | espécie de ave                                                             |        |
| estrelinha-preta                    | Automatic description is not available                                     |        |
| ferreirinho-relógio                 |                                                                            |        |
| frango-d'água-azul                  | Espécie de pássaro                                                         |        |
| gallinula galeata                   | Automatic description is not available                                     |        |
| garrinchão-de-bico-grande           |                                                                            |        |
| garça-boieira                       | espécie de ave                                                             |        |
| gavião-pedrês                       | Automatic description is not available                                     |        |
| grande-kiskadi                      | ave de porte médio                                                         |        |
| guaracava-de-barriga-amarela        |                                                                            |        |
| guaracavuçu                         | espécie de ave                                                             |        |
| iraúna-de-bico-branco               | Automatic description is not available                                     |        |
| maria-cavaleira-de-rabo-enferrujado | Automatic description is not available                                     |        |
| noivinha                            | Automatic description is not available                                     |        |
| pato-de-crista                      | Automatic description is not available                                     |        |
| periquito-da-caatinga               |                                                                            |        |
| petrim                              | Automatic description is not available                                     |        |
| pica-pau-dourado-escuro             | Automatic description is not available                                     |        |
| picapauzinho-canela                 | Automatic description is not available                                     |        |
| pipira-preta                        |                                                                            |        |
| rapazinho-dos-velhos                | espécie of Nystalus                                                        |        |
| sabiá-poca                          | Automatic description is not available                                     |        |
| sanã-castanha                       | Automatic description is not available                                     |        |
| suiriri                             | espécie de ave                                                             |        |
| tipio                               | espécie de canário                                                         |        |
| urubu-de-cabeça-vermelha            | espécie de ave                                                             |        |
| uí-pi                               | Automatic description is not available                                     |        |
| Águia-chilena                       | espécie de águia encontrada na América do Sul                              |        |

## Mamíferos
| Artigo                    | Descrição                                      | Imagem |
| ------------------------- | ---------------------------------------------- | ------ |
| Artibeus lituratus        | espécie de morcego                             |        |
| Artibeus planirostris     | espécie of Artibeus                            |        |
| Calomys expulsus          | Automatic description is not available         |        |
| Carollia perspicillata    | Automatic description is not available         |        |
| Chrotopterus auritus      | espécie of Chrotopterus                        |        |
| Cryptonanus agricolai     | sinónimo taxonómico, espécie of Cryptonanus    |        |
| Cynomops planirostris     | Automatic description is not available         |        |
| Desmodus rotundus         | espécie of Desmodus                            |        |
| Diphylla ecaudata         | espécie de morcego-vampiro                     |        |
| Eptesicus diminutus       | espécie of Eptesicus                           |        |
| Furipterus horrens        | espécie of Furipterus                          |        |
| Galea spixii              | espécie of Galea                               |        |
| Gambá-de-orelha-branca    | espécie de gambá                               |        |
| Glossophaga soricina      | Automatic description is not available         |        |
| Gracilinanus agilis       | Automatic description is not available         |        |
| Guaraxaim                 | genêro de canideos                             |        |
| Lasiurus ega              | Espécie de morcego da América Central e do Sul |        |
| Lonchophylla mordax       | espécie de mamífero                            |        |
| Lonchorhina aurita        | Automatic description is not available         |        |
| Micronycteris megalotis   | espécie of Micronycteris                       |        |
| Micronycteris minuta      | Automatic description is not available         |        |
| Mocó                      | Automatic description is not available         |        |
| Molossops mattogrossensis | espécie de morcego                             |        |
| Molossus molossus         | Automatic description is not available         |        |
| Molossus rufus            | Automatic description is not available         |        |
| Monodelphis domestica     | espécie de marsupial                           |        |
| Morcego-buldogue          | Automatic description is not available         |        |
| Morcego-pescador          | espécie of Noctilio                            |        |
| Morceguinho-do-cerrado    | espécie of Lonchophylla                        |        |
| Myotis lavali             | Espécie de mamífero                            |        |
| Mão-pelada                | Espécie de mamífero                            |        |
| Natalus macrourus         | espécie of Natalus                             |        |
| Oligoryzomys stramineus   | espécie of Oligoryzomys                        |        |
| Peropteryx macrotis       | espécie of Peropteryx                          |        |
| Platyrrhinus lineatus     | Automatic description is not available         |        |
| Promops nasutus           | Automatic description is not available         |        |
| Rato-preto                | Automatic description is not available         |        |
| Sagui-de-tufos-brancos    | sagui encontrado no Brasil                     |        |
| Tatupeba                  | Automatic description is not available         |        |
| Thrichomys laurentius     | roedor da caatinga                             |        |
| Trachops cirrhosus        | espécie of Trachops                            |        |
| Veado-virá                | Automatic description is not available         |        |
| Wiedomys pyrrhorhinos     | Automatic description is not available         |        |
| gato-do-mato-pequeno      | espécie de felídeo                             |        |
| jaguarundi                | Mamífero                                       |        |
| tamanduá-mirim            | Automatic description is not available         |        |